# The Supersónicos
The Supersónicos (también conocido como Supersónicos o Los Supers) es una banda de surf rock uruguaya que se forma en 1990 a partir de la banda liceal Los Bankeros. Entre las influencias del grupo mencionaron a: Ramones, Siniestro Total, Buzzcocks, Devo, Pixies e igual mencionaron influencias de grupos del rockabilly.
Aunque los integrantes de la banda acreditan su participación bajo el apellido común sónico (Leo Sónico, Bob Sónico, Joe Sónico y Pol Sónico), en realidad la banda está compuesta por los hermanos Leo Lagos (voz y guitarras), Roberto "Tito" Lagos (guitarras) y Gabriel Lagos (bajo), junto a su amigo Pablo Javier Gómez (batería). Desde 2018 el bajista es Leandro "Lé" Mangado, sustituyendo a Gabriel Lagos.
En Uruguay son considerados como la banda pionera del surf (aunque hubo otras antes), los Super lograron colarse en un canal de difusión alternativo saliendo del reducido público de nicho surf, ampliando horizontes y tocando con bandas de otros géneros y más repercusión. 

## Biografía

### Mundo Pistola
Desde 1992, la banda es parte de un conjunto de propuestas que confluye en el local Juntacádaveres (como Chicos Eléctricos, Buenos Muchachos, La Hermana Menor y Trotsky Vengarán, entre otros). En 1993 editan el tema "Las generales de la ley" en el compilado Rock de Primera y al año siguiente se edita su primer disco, Mundo Pistola, a través del sello Ruta 66, una subsidiaria de Palacio de la Música.

### Durango 96
El rock uruguayo seguía pasando por un momento complicado. En Montevideo, leyes municipales contra el ruido impedían que los locales pequeños pudieran tener shows de música en vivo. Para escapar a esas prohibiciones, the Supersónicos idean un espectáculo no amplificado e instrumental, basado en covers de Ventures y Eddie Cochran. Aunque hubiera sido un documento de la mutación sonora de la banda, el disco Durango 96 no llegaría a editarse al cerrar el sello discográfico.

### Irrupción en el Cosmos
A mediados de 1997 la banda graba en los estudios IFU el que terminaría siendo el primero de una serie de CD de instro surf experimental. Irrupción en el Cosmos es mezclado lentamente por Maneco Urqhart, que tiempo después se uniría a la banda por unos meses. Irrupción... sale a la calle en abril de 1999, y es la primera edición de Urquizzonics, el sello propio de la banda. La primera edición del disco (que luego sería reeditado en 2004 por Koala) fue fabricada en Canadá.

### Hola Estática
Continuación robótica del disco anterior, Hola Estática es editado en Montevideo y Buenos Aires a la vez, al ser fichada la banda por los sellos Ultrapop y Koala simultáneamente. Curiosamente, el disco no consolida la posición de la banda en Argentina, donde eran visitantes asiduos desde 1998, pero significa su conexión con Chile, donde en 2003 abrirían para Breeders.

### Telekinesis
Grabado por César Lamschtein y mezclado por Bob y Joe, el sonido puro del disco de 2003 marca el abandono de la estética sonora low-fi. Es la punta de lanza del ingreso de la banda en Brasil, gracias a un empujón de Autoramas. La banda se consagra como una de las bandas más influyentes del género surf instrumental del continente. Temas como Fenómeno, Chupacabras, Rampal, Frecuencia Hawkins, Nerd, Melodión son clásicos de la banda que mezclan temas cantados con instrumentales poderosisimos e inspirados.

### Neptunia
Cuarto CD en donde igualan la cantidad de temas cantados junto a temas instrumentales. Por primera vez el nombre del disco es también el nombre del tema difusión, cuyo videoclip es protagonizado por Ignacio Alcuri.

### Uesebé
Los Super se distancian de todas las discográficas y editan gratuitamente (en formato MP3) el material que, en gran parte, es grabado en vivo para el programa Sala TV junto a invitados especiales como Gabrihell Barbieri, Martín y Sebastián Cáceres de Vieja Historia, El Garza de Reverb, Pollo de La Hermana Menor, Killer Láser de Pompas y Santiago Guidotti de Sonido Top. Hay temas inéditos y también versiones de su primer casete.

### Bobby Holly
Concebido como un homenaje al primer roquero uruguayo (aunque ficticio), el DVD (y su banda de sonido en CD) es un mockumental con el que la banda aprovecha para incursionar en nuevas sonoridades y caminos compositivos. Varios de los temas como "Everybody Says", "She was my baby" y el malambo rock "Baby Don't Go" se integran a los shows regulares de la banda.

### Rodeo Lunar
Es un álbum conceptual que The Supersónicos no han editado aún, pero es uno de los famosos álbumes perdidos de la banda. Originalmente concebido para un concurso musical, la banda se entusiasmó y grabó 12 canciones de manera casera. El sonido low fi no perjudica la calidad musical de los temas. Aún inédito, prontamente Rodeo Lunar será editado digitalmente con algunos arreglos y temas extras de la época.

### Popular Vol. I , II, III, IV, V, VI, VII, VIII, IX, X (diez EP de 5/6 temas)
Un trabajo minucioso donde Tito y sus Supersónicos repasan y hacen versiones surf instrumentales del cancionero popular uruguayo a través de sus máximos exponentes del canto popular y el folclore ( volúmenes I al IV). En los siguientes EP repasan lo mejor de cada década de la música uruguaya. Popular V está dedicado a las bandas de los sesenta que invadieron Argentina, Popular VI a las bandas de los setenta, Popular VII versiones surf de clásicos de los ochenta, en Popular VIII versionan instrumentalmente las melodías más destacadas de los noventa, Popular IX llega a la actualidad. El último volumen navega sobre clásicos de la música uruguaya de todos los géneros, desde el Himno Nacional a versiones de Los Fatales.

### Sustentable
Los Super regresan a estudio luego de varios años y de la mano de Riki Musso graban 9 nuevas canciones donde por primera vez desde su primer casete, las canciones cantadas son más que las instrumentales. Melodías pop con aires indie rock. Los Supersónicos incorporan un nuevo bajista, Le Mangado, y trabajan las voces como nuevo desafío. El disco es editado digitalmente evitando contaminar usando un formato físico o plástico. Todo un desafío sustentable para esta nueva etapa de la banda que no deja de sorprender en vivo.

### Braian "Wilson" Ferreira: White Sounds
Disco concebido como un homenaje al inventor de la cumbia surf uruguaya Braian Ferreira. Llamado Braian "Wilson" Ferreira por su amistad con el líder de la banda americana The Beach Boys. En este disco, la banda aprovecha para incursionar en nuevas sonoridades y caminos compositivos aprovechando la cumbia, el merengue, la bachata, el candombe y todos los ritmos amazónicos. Temas como "El cuqui cuqui amazónico", "Movimiento e Rocha", "Cumbia Entretejida", "Calipso Bagual" "Candombe de poncho blanco", "Se acabó el verano" son parte de las 12 canciones todas compuestas por Braian Ferreira. En vivo la banda cambia de look y festeja a lo grande las canciones que son parte de un movimiento más amplio llamado unsordouruguay.

## Actuaciones destacadas
La banda siempre se caracterizó por shows en vivo donde despliegan energía, humor y sobre todo un hilo conductor de cada show, ejecutado a la perfeccion por su líder y voz principal Leo. Esta característica de la banda, los ha llevado a usar camisetas con frases como "nobleza Obliga", proyectar filmes de clase B o diapositivas de fondo, usar uniformes como camisas, camisetas estampadas, cascos y hasta hacer pases de baile sincronizados. Seguramente no fueron los primeros en el mundo en hacer estas cosas, pero si en Uruguay y gran parte de los países vecinos. Estos shows tan característicos y el no haberse encasillado en el género surf más ortodoxo los llevaron a tocar junto o de teloneros de grandes bandas como: Breeders, Luna, Siniestro Total, Chuck Berry, Autoramas, Elio & The Horribles, Historia del Crimen, Amazin One man Band, Wander Wildner, Titas, Phantom Surfers, Guiso, Mutants , Sonic Angels y los locales Buenos Muchachos, Chicos Eléctricos, La hermana menor, Riki Musso, Exilio Psíquico, Sr Faraón, Monkelis, Sonido Top, Rockadictos, Vieja Historia, Las Cobras, Nuevos Creyentes, Ultraman, Los Reverb, Sonny Chiba, La Foca, Punto Muerto, Drinkin Boys, Chanchos Salvajes, Motosierra, Hombres Mosca, Reverberockets, Sordromo entre muchos.

## Discografía
- Mundo Pistola (Ruta 66, 1994)
- Irrupción en el Cosmos (Urquizzonics, 1999)
- Hola Estática (Ultrapop/Koala/Urquizzonics, 2001)
- Circuito Perdido (Koala/Urquizzonics, 2002)
- Telekinesis (Koala/Urquizzonics, 2003)
- Split con Rockahulas - (Rastrillo Buenos Aires, 2004)
- Gladiadores del Ring (No bajo el nombre The Supersonicos, pero con todos sus integrantes)- (Bizarro, 2005)
- Neptunia (Koala Records KR 3730-2 /Urquizzonics, 2007)
- Uesebé (Urquizzonics, 2008)
- Everybody Says: Long Live Bobby Holly (CD & DVD, Urquizzonics, 2010)
- Rodeo Lunar (inédito, Urquizzonics, 2012)
- Popular Vol I, Vol II, Vol III, Vol IV, Vol V, Vol VI, Vol VII, Vol VIII, Vol IX y Vol X (Bandcamp, Urquizzonics, 2016)
- Sustentable (Bizarro/Urquizzonics, 2019)
- Braian "Wilson" Ferreira: White Sounds (Urquizzonics, 2022)
- Braian "Wilson" Sessions -en vivo- (Bizarro/Urquizzonics, 2023)